# Sandhedsfaklen
Sandhedsfaklen var et ugeblad udgivet af krigsassessor Hald 1834-35, samt et skandaleblad udgivet af Johan Christian Fogh 1859-66.

## Sandhedsfaklen1834-1835
Sandhedsfaklen var inspireret af den bølge af polemiske blade som dukkede op i 1830'erne efter inspiration fra det førstudgivne Politivennen. I modsætning til de fleste andre efterlignere var Sandhedsfaklen væsentligt mere afdæmpet i sin sprogbrug. Det blev udgivet af en krigsassessor Hald, som haltede stærkt og derfor kaldtes "den halte Hald" eller af sine modstandere "Haltefanden", og dets tendens var omtrent som Politivennens. Hald var på grund af en tidligere sag idømt livsvarig censur for overtrædelse af Trykkefrihedsforordningen af 1799, og de enkelte numre af bladet blev derfor gennemlæst og censureret af politiet før udgivelse, hvilket blev tilkendegivet ved meddelelsen "Maa trykkes", trykt under bladets titelhoved. Desuden tryktes bladets motto på hvert nummer. Det var skrevet af den tyske satiriker Georg Christoph Lichtenberg og lød: "Det er umuligt, med en tændt Fakkel i sin Haand at gjennemvandre en stor Folkemasse, uden hist og her at svide et Haar, eller vel endog en heel Bukkel".
Krigsassessor Hald var i en skriftlig fejde med daværende syngemester professor Giuseppe Siboni. Hald havde i Adresseavisen indrykket en satirisk annonce der efterlyste "en tyk Moppe af italiensk Race, lydende navnet "Siboni"." Senere forsvarede han sig i samme blad mod den beskyldning, at han med annoncen havde ment syngemesteren, med den forsikring, at en sådan moppe virkelig var bortkommen, at den egentlig hed "Symfoni" men at hans børn havde vænnet sig til at kalde den "Siboni", og at den også kun lød dette navn. Det var lignende tone som blev videreført i Sandhedsfaklen, men sammenlignet med størstedelen af lignende blade i tiden, var det stadig at anse for forholdsvis moderat.

## Sandheds-Faklen1859-1866
Sandheds-Faklen, den nye Politi- og Communalven (efter 1864 var titlen Sandheds-Faklen eller Nyt Allehaande og i 1866 skiftede det til Sandheds-Faklen eller Folkets Ven) var også titlen på et skandaleblad der udkom i perioden 1859-1866 udgivet af Johan Christian Fogh (1801-ca. 1870). Fogh var søn af en skolelærer i Vesterborg på Lolland, og blev efter sin konfirmation sat i købmandslære i Nakskov. I 20 års alderen meldte hansig frivilligt til det sjællandske Jægerkorps, hvor han tjente i 8 år. Efterfølgende vendte han tilbage til Nakskov og ønskede at blive købmand i byen, og på trods af den lokale magistrats modstand, udnævnte kong Frederik 6. personligt Fogh til borger i byen. Men Foghs købmandsevner var tvivlsomme, og han involveredes i utallige pengesager der ofte endte i retten. Det endte endda til sidst korporligt, idet han blev idømt fængselsstraf for at have forsøgt et attentat mod en prokurator Smith ved at kaste en flaske med syre ind ad vinduet til dennes kontor. Efter udstået straf involverede Fogh sig igen i skriftlige fejder med byens borgere, og det endte med at 104 af disse udsendte en skriftlig erklæring i omegnens blade, hvor Foghs manglende meritter blev udbasuneret. Efter dette flyttede han til København, hvor han først ernærede sig som løs skribent og vinkelskriver.
I efteråret 1859 begyndte han udgivelsen af Sandheds-Faklen, den nye Politi- og Communalven, som fortrinsvis indeholdt angreb på grevinde Danner og Regeringen Rotwitt. Folkestemningen var med ham, og Fogh kunne melde at bladet to måneder efter det første nummer allerede havde 4000 abbonnenter. Hans skriverier var desuden en væsentlig årsag til nytårsoptøjerne 1860 hvor den københavnske pøbel angreb forskellige regeringsmedlemmers huse og råbte slagord imod grevinde Danner og regeringen. Da et falsk rygte spredte sig at Fogh var blevet arresteret samledes mængden ved hans hus og Fogh trådte frem og holdt en brandtale for dem. Dette var sandsynligvis højdepunktet for Foghs karriere.
Kort efter i februar 1860 indtrådte en ny nationalliberal regering og der var ikke længere en general politisk utilfredshed i almuen for Fogh at spille på, og han stoppede derfor med sine politiske artikler. I stedet begyndte han en ny virksomhed via sit blad, nemlig den at han opkøbte lånesedler og derefter truede med at offentliggøre skyldnernes navne i bladet hvis ikke de betalte ham. Denne offentlige afpresningsvirksomhed fortsatte indtil 1866, men han havde da også fået skabt sig et utal af fjender. En af dem var en kommissionær C. Nielsen, som ligefrem begyndte at udgive et blad med titlen Den rigtige Sandheds-Fakkel eller Chr. Peter Joh. Fogh afklædt, rettet mod Fogh. De to blade indledte en skriftlig strid, og Fogh beskyldte bl.a. Nielsen for tyveri. Dette oprørte Nielsen så meget at han opsøgte Fogh på dennes kontor bevæbnet med en hasselkæp og et slagsmål opstod. Nielsen fik tæsket Fogh grundigt, og dagen efter udkom det sidste nummer af hans rigtige Sandheds-Fakkel hvor han håner Fogh og lover denne flere bank næste gang han ser ham. Også Foghs blad stoppede efter denne hændelse, og han udvandrede til Amerika, hvor han levede som fattig, og nogle år efter døde som landstrygende stenhugger.
Derudover udkom der i 1901 kortvarigt et blad med titlen Sandhedsfaklen!, Organ for Sandhed og Ret – contra Løgnens Magt.